# Средне-Атлантические штаты
Средне-Атлантические штаты (англ. Middle Atlantic States) — группа штатов США, которые, наряду со штатами Новой Англии, образуют один из четырёх крупных регионов Америки — Северо-восток США. К Среднеатлантическим штатам чаще всего относят штаты Нью-Йорк, Нью-Джерси и Пенсильвания. Кроме того, иногда в их число включают также штаты Делавэр и Мэриленд.
Этот регион играл и продолжает играть важную роль в развитии американской культуры, торговли и промышленности, являясь, по словам американского историка Фредерика Тернера, «типично американским» регионом.
Среднеатлантические штаты являются самым густонаселённым регионом США и, в силу исторических особенностей, обладают уникальным этнико-религиозным составом. Изначально данный регион был местом расселения европейских эмигрантов не-английского происхождения, в первую очередь — немцев (известных в этом регионе как «Пенсильванские немцы» или «пенсильванские голландцы»), голландцев и шведов. В начале XIX века сюда хлынул поток так называемой «старой эмиграции» (в первую очередь немцы и ирландцы). В конце XIX—начале XX веков регион принял большое число представителей «новой эмиграции» из Восточной, Центральной и Южной Европы. В основном, в этот промышленный регион стремились люди из нестабильных в экономическом и политическом плане государств, например, из России, Италии, Австро-Венгрии, Турции и Греции. С точки зрения религии, в Среднеатлантических штатах исторически был велик процент католиков и квакеров.